# Афонсу-Безерра
Афонсу-Безерра (порт. Afonso Bezerra) — муниципалитет в Бразилии, входит в штат Риу-Гранди-ду-Норти. Составная часть мезорегиона Центр штата Риу-Гранди-ду-Норти. Входит в экономико-статистический микрорегион Анжикус. Население составляет 10 966 человек на 2006 год. Занимает площадь 576,248 км². Плотность населения — 19,0 чел./км².

## История
Город основан 27 октября 1953 года.

## Статистика
- Валовой внутренний продукт на 2003 год составляет 27 436 956,00 реалов (данные: Бразильский институт географии и статистики).
- Валовой внутренний продукт на душу населения на 2003 год составляет 2512,31 реалов (данные: Бразильский институт географии и статистики).
- Индекс развития человеческого потенциала на 2000 год составляет 0,629 (данные: Программа развития ООН).